# (13751) Joelparker
(13751) Joelparker est un astéroïde de la ceinture principale.

## Description
(13751) Joelparker est un astéroïde de la ceinture principale. Il fut découvert le 16 septembre 1998 à la station Anderson Mesa par le programme LONEOS. Il présente une orbite caractérisée par un demi-grand axe de 2,25 UA, une excentricité de 0,07 et une inclinaison de 6,6° par rapport à l'écliptique.